# Capo Comino
Capo Comino is een plaats (frazione) in de Italiaanse gemeente Siniscola.